# Lotus 72
Chronologie des modèles (1970-1975)
Lotus 49C Lotus 76
 Lotus 77
La Lotus 72 est une monoplace de Formule 1 de l'écurie Lotus, conçue par Colin Chapman et Maurice Philippe pour la saison 1970. Elle a permis de remporter deux titres de champion du monde pilotes avec Jochen Rindt (1970) et Emerson Fittipaldi (1972) et trois titres de champion du monde des constructeurs.

## Développement
La Lotus 72 est une monoplace à la conception aérodynamique révolutionnaire (notamment via le principe de la carrosserie en coin), elle lance le principe des pontons latéraux pour accueillir les radiateurs qui étaient précédemment logés dans le « nez » des monoplaces. Ceci contribue à améliorer la répartition des masses comme le firent aussi d'autres éléments novateurs tels que les disques de freins avant « inboard », les suspensions à barre de torsion et l'empattement très long (2 540 mm). L'amélioration aérodynamique de la voiture permet une meilleure pénétration dans l'air et donc une vitesse de pointe plus importante.
Le génie de Colin Chapman a produit l'un des modèles les plus remarquables de l'histoire de la Formule 1. Les qualités du moteur, du châssis et de l'aérodynamique lui donnaient sur ses rivales une large avance et il fallut plusieurs années avant qu'elle ne soit véritablement concurrencée. Cependant, des problèmes concernant le comportement de la voiture ont dû être surmontés. Les suspensions ont dû être modifiées en raison d'un manque de sensation causée par la forme des suspensions antiplongée, conçues pour empêcher le nez de la voiture de trop s'affaisser lors des freinages, et des suspensions anticabrage placées à l'arrière. Une fois que les suspensions furent modifiées, il n'y eut pas d'autres problèmes.

## Historique

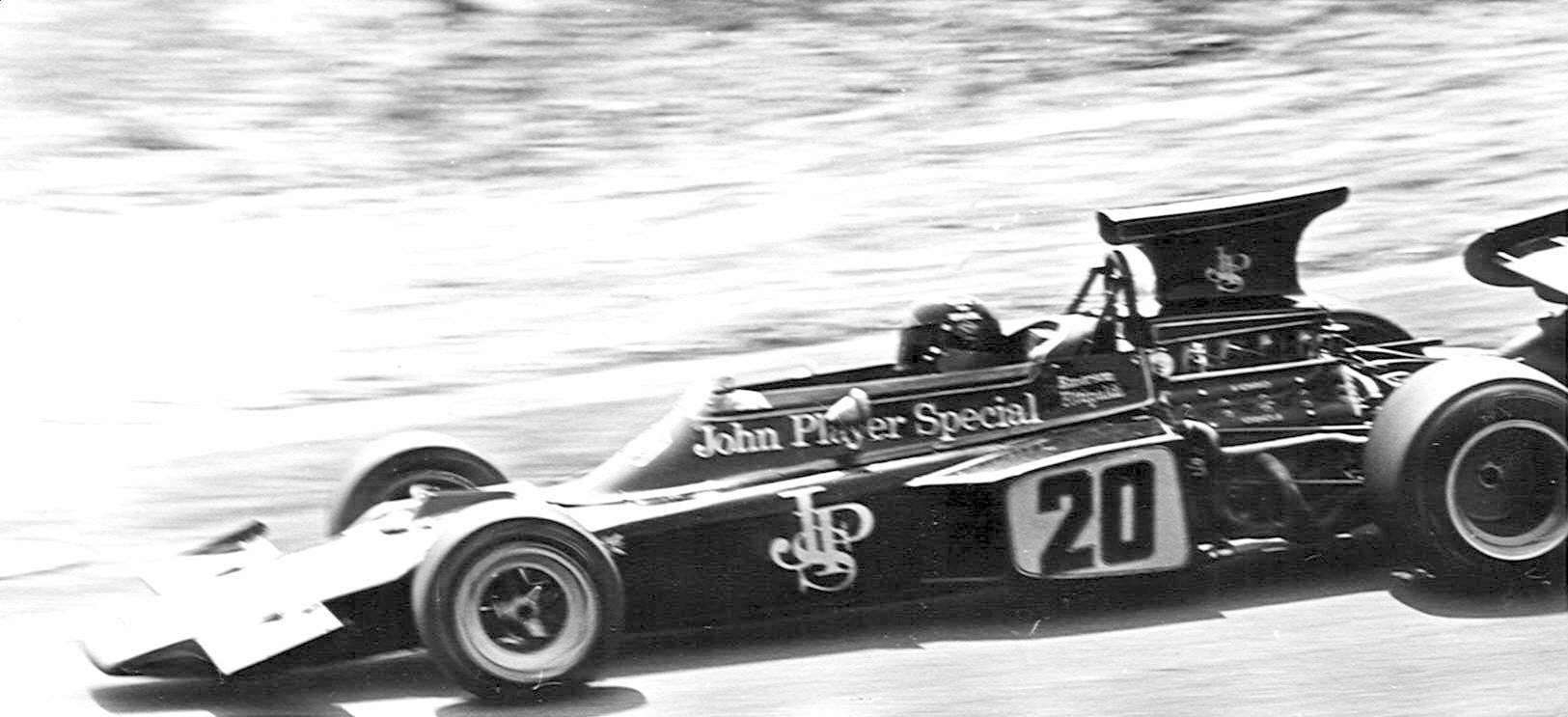
Fittipaldi au volant de la Lotus 72E.

La voiture fait son apparition lors du deuxième Grand Prix de la saison 1970, en Espagne, pilotée par Jochen Rindt et John Miles. Rindt prend rapidement ses marques et remporte le Grand Prix des Pays-Bas, de France, de Grande-Bretagne et d'Allemagne coup sur coup. Rindt est bien parti pour gagner le championnat du monde, mais il se tue dans un accident lors des qualifications à Monza alors qu'il teste le comportement de la Lotus 72 lorsque les ailerons sont retirés. Son remplaçant, Emerson Fittipaldi, remporte le Grand Prix des États-Unis, aidant ainsi Rindt à devenir le seul champion du monde de F1 à titre posthume. L'addition des points de Rindt et Fittipaldi permit également à Lotus de remporter son quatrième titre des constructeurs.
En 1971, la voiture est développée par un ingénieur de chez BRM, Tony Rudd. Il travaille en particulier sur la refonte de la suspension arrière et de l'aileron arrière afin d'obtenir plus d'appuis. Fittipaldi lutte pendant la saison mais il obtient de bons résultats et termine à une respectable sixième place. En 1972, le travail de développement effectué aide Fittipaldi à devenir le plus jeune champion du monde de F1 de l'histoire. Il remporte cinq des onze courses et permet à Lotus de devenir une nouvelle fois champion du monde des constructeurs. La voiture arbore une livrée  noire et d'or car Imperial Tobacco introduit une nouvelle marque et décide d'augmenter son soutien financier en échange d'une livrée spécialement conçue pour la marque. Lotus est donc maintenant sponsorisée par les cigarettes John Player Special.
La saison 1973 voit l'apparition de nouvelles règles afin d'améliorer la sécurité. Ces règles comprennent notamment l'obligation d'avoir une structure capable de se déformer sur les côtés des voitures. C'est donc pour rester aux normes que les pontons de la Lotus 72 sont remaniés, la carrosserie élargie et la voiture dotée de nouveaux ailerons. En 1973, Fittipaldi est rejoint par le suédois Ronnie Peterson, celui-ci trouve rapidement ses marques et forme avec la machine un véritable couple. Lors de sa première saison avec Lotus, Peterson remporte quatre courses, tandis que Fittipaldi en remporte trois, mais leur lutte interne permet à Jackie Stewart d'arracher le championnat des pilotes. Toutefois, leurs victoires permettent à Lotus de conserver le titre de champion des constructeurs. En 1974, Fittipaldi, qui part chez McLaren, est remplacé par Jacky Ickx et Peterson devient le pilote numéro 1.
Cette année-là, la Lotus 72 doit être remplacée par la Lotus 76, une version allégée et retravaillée de la Lotus 72, mais le projet s’avère trop ambitieux et Lotus doit abandonner le développement de la Lotus 76. Lotus revient donc à l’inépuisable Lotus 72 au milieu de la saison 1974. Cependant, de légères modifications lui sont apportées, en particulier un élargissement du train avant et arrière. Peterson remporte trois courses et se bat pour le titre pilote, bien soutenu par Ickx qui réalise des performances solides dont plusieurs podiums. La Lotus 72, maintenant âgée de quatre ans, termine à la quatrième place au classement des constructeurs. En 1975, la Lotus 72 n'est toujours pas remplacée et commence à ne plus pouvoir suivre le rythme. Il devient donc évident que la voiture, même avec de nouvelles modifications, ne pourra plus se battre contre la Ferrari 312 T tenante du titre ou contre la nouvelle Brabham BT44. Lotus termine donc à la 7e place au championnat des constructeurs avec seulement neuf points inscrits.
Après 20 victoires, 2 championnat des pilotes et 3 constructeurs, la Lotus 72 est retirée pour la saison 1976 et remplacée par la Lotus 77.

## Résultats complets en championnat du monde
| saison | Écurie                 | Monoplace  | Moteur            | Pneus | Pilotes            | 1    | 2    | 3    | 4    | 5    | 6    | 7    | 8    | 9    | 10   | 11   | 12   | 13   | 14   | 15   | Points inscrits | Clas.    |
| ------ | ---------------------- | ---------- | ----------------- | ----- | ------------------ | ---- | ---- | ---- | ---- | ---- | ---- | ---- | ---- | ---- | ---- | ---- | ---- | ---- | ---- | ---- | --------------- | -------- |
| 1970   | Team Lotus             | 72 72B 72C | Ford Cosworth DFV | F     |                    | RSA  | ESP  | MON  | BEL  | NED  | FRA  | GBR  | ALL  | AUT  | ITA  | CAN  | USA  | MEX  |      |      | 59*             | Champion |
| 1970   | Team Lotus             | 72 72B 72C | Ford Cosworth DFV | F     | Jochen Rindt       |      | Abd. |      |      | 1    | 1    | 1    | 1    | Abd. |      |      |      |      |      |      | 59*             | Champion |
| 1970   | Team Lotus             | 72 72B 72C | Ford Cosworth DFV | F     | John Miles         |      | nq   |      | Abd. | 7    | 8    | Abd. | Abd. | Abd. |      |      |      |      |      |      | 59*             | Champion |
| 1970   | Team Lotus             | 72 72B 72C | Ford Cosworth DFV | F     | Emerson Fittipaldi |      |      |      |      |      |      |      |      |      |      |      | 1    | Abd. |      |      | 59*             | Champion |
| 1970   | Team Lotus             | 72 72B 72C | Ford Cosworth DFV | F     | Reine Wisell       |      |      |      |      |      |      |      |      |      |      |      | 3    | n.c. |      |      | 59*             | Champion |
| 1970   | Brooke Bond Oxo Racing | 72C        | Ford Cosworth DFV | F     | Graham Hill        |      |      |      |      |      |      |      |      |      |      | n.c. | Abd. | Abd. |      |      | 59*             | Champion |
| 1970   | World Wide Racing      | 72C        | Ford Cosworth DFV | F     | Alex Soler-Roig    |      |      |      | nq   |      |      |      |      |      |      |      |      |      |      |      | 59*             | Champion |
| 1971   | Team Lotus             | 72C 72D    | Ford Cosworth DFV | F     |                    | RSA  | ESP  | MON  | NED  | FRA  | GBR  | ALL  | AUT  | ITA  | CAN  | USA  |      |      |      |      | 21              | 5e       |
| 1971   | Team Lotus             | 72C 72D    | Ford Cosworth DFV | F     | Emerson Fittipaldi | Abd. | Abd. | 5    |      | 3    | 3    | Abd. | 2    |      | 7    | NC   |      |      |      |      | 21              | 5e       |
| 1971   | Team Lotus             | 72C 72D    | Ford Cosworth DFV | F     | Reine Wisell       | 4    | nc   | Abd. | DSQ  | 6    |      | 8    | 4    |      | 5    | Abd. |      |      |      |      | 21              | 5e       |
| 1971   | Team Lotus             | 72C 72D    | Ford Cosworth DFV | F     | Dave Charlton      |      |      |      |      |      | Abd. |      |      |      |      |      |      |      |      |      | 21              | 5e       |
| 1972   | Team Lotus             | 72D        | Ford Cosworth DFV | F     |                    | ARG  | RSA  | ESP  | MON  | BEL  | FRA  | GBR  | ALL  | AUT  | ITA  | CAN  | USA  |      |      |      | 61              | Champion |
| 1972   | Team Lotus             | 72D        | Ford Cosworth DFV | F     | Emerson Fittipaldi | Abd. | 2    | 1    | 3    | 1    | 2    | 1    | Abd. | 1    | 1    | 11   | Abd. |      |      |      | 61              | Champion |
| 1972   | Team Lotus             | 72D        | Ford Cosworth DFV | F     | David Walker       | DSQ  | 10   | 9    | 14   | 14   | 18   | Abd. | Abd. | Abd. |      |      | Abd. |      |      |      | 61              | Champion |
| 1972   | Team Lotus             | 72D        | Ford Cosworth DFV | F     | Reine Wisell       |      |      |      |      |      |      |      |      |      |      | Abd. | 10   |      |      |      | 61              | Champion |
| 1972   | Scuderia Scribante     | 72D        | Ford Cosworth DFV | F     | Dave Charlton      |      | Abd. |      |      |      | nq   | Abd. | Abd. |      |      |      |      |      |      |      | 61              | Champion |
| 1973   | Team Lotus             | 72D 72E    | Ford Cosworth DFV | G     |                    | ARG  | BRA  | RSA  | ESP  | BEL  | MON  | SWE  | FRA  | GBR  | NED  | ALL  | AUT  | ITA  | CAN  | USA  | 92              | Champion |
| 1973   | Team Lotus             | 72D 72E    | Ford Cosworth DFV | G     | Emerson Fittipaldi | 1    | 1    | 3    | 1    | 3    | 2    | 12   | Abd. | Abd  | Abd. | 6    | Abd. | 2    | 2    | 6    | 92              | Champion |
| 1973   | Team Lotus             | 72D 72E    | Ford Cosworth DFV | G     | Ronnie Peterson    | Abd. | Abd. | 11   | Abd. | Abd. | 3    | 2    | 1    | 2    | 11   | Abd. | 1    | 1    | Abd. | 1    | 92              | Champion |
| 1973   | Scuderia Scribante     | 72D        | Ford Cosworth DFV | G     | Dave Charlton      |      |      | Abd. |      |      |      |      |      |      |      |      |      |      |      |      | 92              | Champion |
| 1974   | Team Lotus             | 72E        | Ford Cosworth DFV | G     |                    | ARG  | BRA  | RSA  | ESP  | BEL  | MON  | SWE  | NED  | FRA  | GBR  | ALL  | AUT  | ITA  | CAN  | USA  | 42**            | 4e       |
| 1974   | Team Lotus             | 72E        | Ford Cosworth DFV | G     | Ronnie Peterson    | 13   | 6    |      |      |      | 1    | Abd. | 8    | 1    | 10   |      | Abd. | 1    | 3    | Abd. | 42**            | 4e       |
| 1974   | Team Lotus             | 72E        | Ford Cosworth DFV | G     | Jacky Ickx         | Abd. | 3    |      |      |      | Abd. | Abd. | 11   | 5    | 3    | 5    |      |      | 13   | Abd. | 42**            | 4e       |
| 1974   | Team Gunston           | 72E        | Ford Cosworth DFV | F     | Ian Scheckter      |      |      | 13   |      |      |      |      |      |      |      |      |      |      |      |      | 42**            | 4e       |
| 1974   | Team Gunston           | 72E        | Ford Cosworth DFV | F     | Paddy Driver       |      |      | Abd. |      |      |      |      |      |      |      |      |      |      |      |      | 42**            | 4e       |
| 1975   | Team Lotus             | 72E 72F    | Ford Cosworth DFV | G     |                    | ARG  | BRA  | RSA  | ESP  | MON  | BEL  | SWE  | NED  | FRA  | GBR  | ALL  | AUT  | ITA  | USA  |      | 9               | 7e       |
| 1975   | Team Lotus             | 72E 72F    | Ford Cosworth DFV | G     | Ronnie Peterson    | Abd. | 15   | 10   | Abd. | 4    | Abd. | 9    | 15   | 10   | Abd. | Abd. | 5    | Abd. | 5    |      | 9               | 7e       |
| 1975   | Team Lotus             | 72E 72F    | Ford Cosworth DFV | G     | Jacky Ickx         | 8    | 9    | 12   | 2    | 8    | Abd. | 15   | Abd. | Abd. |      |      |      |      |      |      | 9               | 7e       |
| 1975   | Team Lotus             | 72E 72F    | Ford Cosworth DFV | G     | Jim Crawford       |      |      |      |      |      |      |      |      |      | Abd. |      |      | 13   |      |      | 9               | 7e       |
| 1975   | Team Lotus             | 72E 72F    | Ford Cosworth DFV | G     | Brian Henton       |      |      |      |      |      |      |      |      |      | 16   |      |      |      | NC   |      | 9               | 7e       |
| 1975   | Team Lotus             | 72E 72F    | Ford Cosworth DFV | G     | John Watson        |      |      |      |      |      |      |      |      |      |      | Abd. |      |      |      |      | 9               | 7e       |
| 1975   | Team Gunston           | 72E        | Ford Cosworth DFV | G     | Guy Tunmer         |      |      | 11   |      |      |      |      |      |      |      |      |      |      |      |      | 9               | 7e       |
| 1975   | Team Gunston           | 72E        | Ford Cosworth DFV | G     | Eddie Keizan       |      |      | 13   |      |      |      |      |      |      |      |      |      |      |      |      | 9               | 7e       |

Légende : ici
- * : 14 points en 1970 ont été marqués sur une Lotus 49C
- ** : 3 points en 1974 ont été marqués sur une Lotus 76